# Księstwo Kurlandii i Semigalii

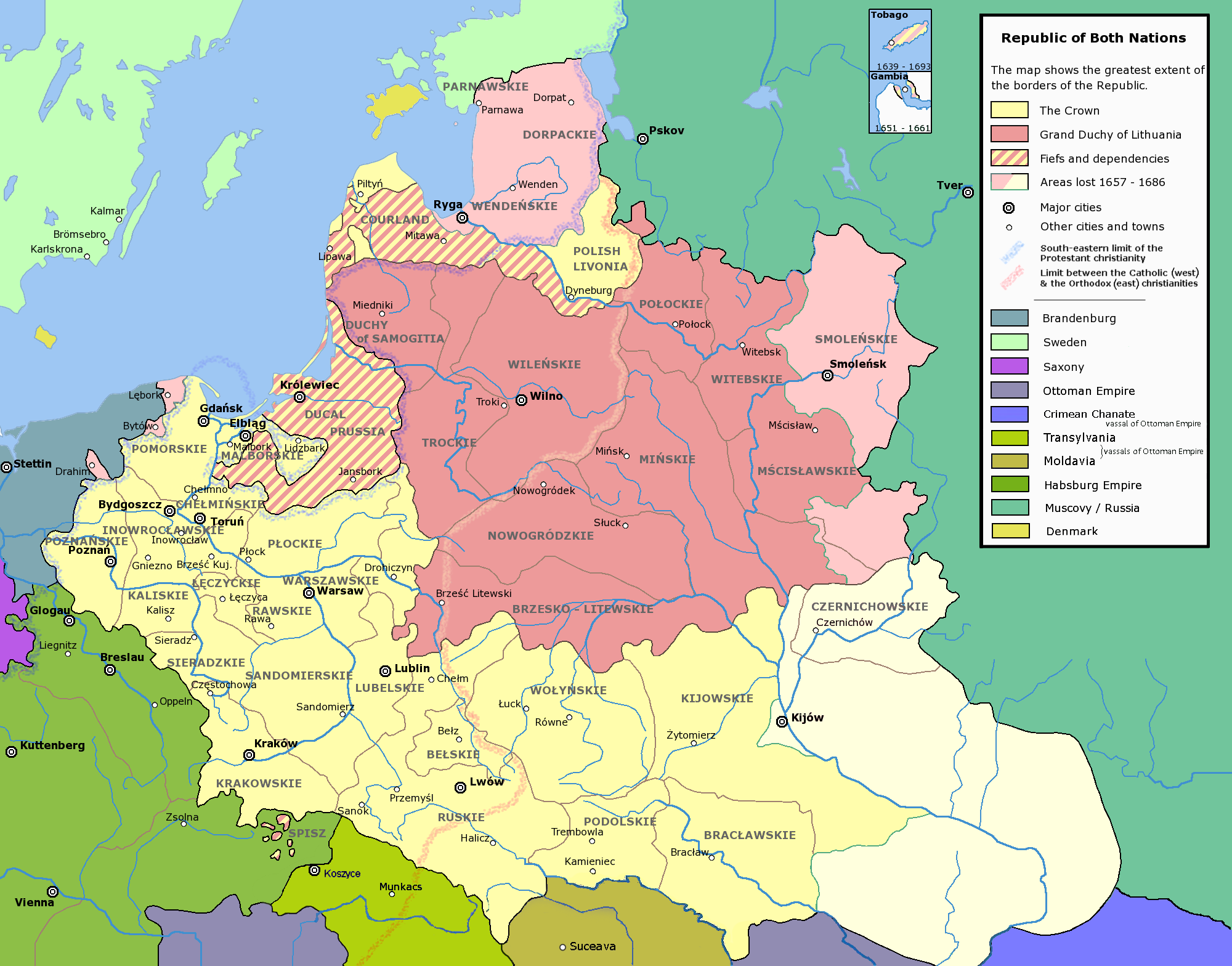
Księstwo Kurlandii i Semigalii wraz z koloniami jako część Rzeczypospolitej

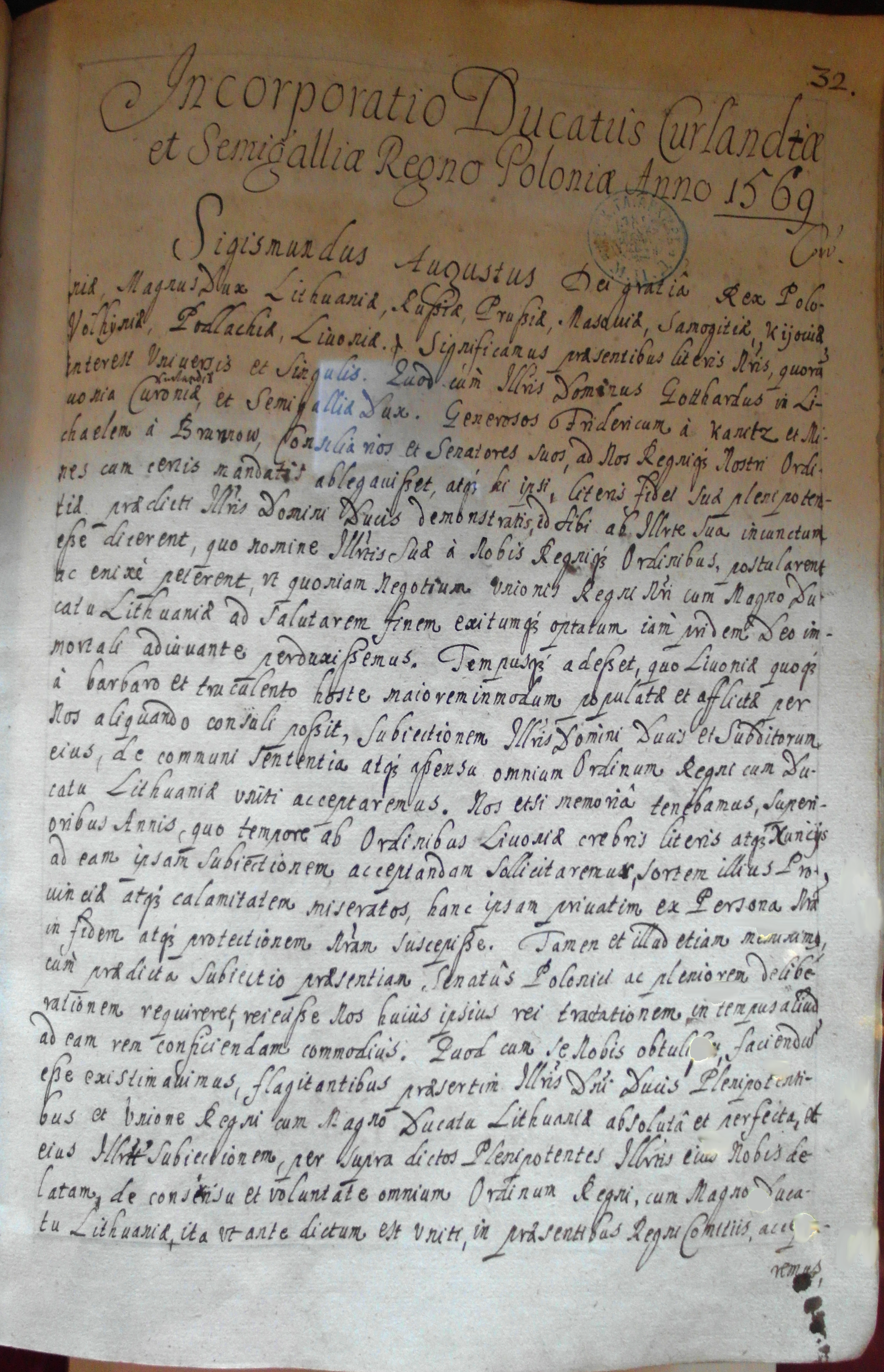
Zygmunt II August król Polski inkorporuje do Korony księstwa lenne Kurlandii i Semigalii w 1569 roku

Księstwo Kurlandii i Semigalii – księstwo lenne Korony Królestwa Polskiego, powstałe po sekularyzacji inflanckiej gałęzi zakonu krzyżackiego w 1561, zamieszkane przez Niemców, Liwów i Łotyszy. Pierwszym świeckim księciem nowo powstałego państwa został ostatni mistrz krajowy zakonu, Gotthard Kettler. Księstwo położone było na terenie dzisiejszej południowo-zachodniej Łotwy. Zostało inkorporowane do  Rzeczypospolitej Obojga Narodów konstytucją sejmu 1726 roku. W 1795 roku w czasie III rozbioru Polski zostało przyłączone do Rosji. Nawiązywało do niego istniejące w 1812 roku efemeryczne Księstwo Kurlandii, Semigalii i Piltynia, które zostało utworzone przez Napoléona Bonaparte.

## Historia

### Zakon inflancki
Kurlandia miała aż do XVI wieku wspólne dzieje z Inflantami. W XIII wieku zakon kawalerów mieczowych (zwanych też rycerzami inflanckimi) podbił państwo plemienne Kurów (Kuronów). W 1230 roku, w celu uniknięcia rozlewu krwi, ich władca, Lammekinus, przyjął chrzest i zwierzchnictwo papieża. Spotkało się to jednak ze sprzeciwem ze strony kawalerów mieczowych, którzy ostatecznie podbili Kuronów w 1269 roku. Był to początek ery feudalnej na ziemiach Kurlandii.

### Lenno Korony Królestwa Polskiego
W związku z najazdem Iwana Groźnego, wielki mistrz zakonu Gothard Kettler postanowił po klęsce pod Ermes rozwiązać zakon kawalerów mieczowych i podporządkować się królowi polskiemu Zygmuntowi Augustowi. Wobec przewagi wojsk moskiewskich jako zwierzchnik zakonu zawarł 28 listopada 1561 roku układ w Wilnie. Do chwili zawarcia Unii lubelskiej Księstwo Kurlandzkie pozostawało lennem Zygmunta Augusta. W 1561 roku Księstwo Inflanckie formalnie przyłączono do Wielkiego Księstwa Litewskiego. Aktem wileńskim król Zygmunt August postanowił: Gdy zaś książę Mci Mistrz Inflantski, stosując się do rad stanów i naszego zezwolenia stan swój odmienił, (...) na wzór Księcia Pruskiego nadajemy mu tytuł Księcia, tak aby hołdownikiem i lennikiem naszym na zawsze pozostał.
W konsekwencji w dniu 5 marca 1562 roku w Rydze Kettler złożył hołd lenny Zygmuntowi II Augustowi, który w zastępstwie króla przyjął Mikołaj Radziwiłł Czarny, za co w zamian otrzymał w dziedziczne posiadanie Kurlandię i Semigalię. Następnie zaprowadził w Kurlandii protestantyzm i sam przyjął luteranizm, który stał się także religią dominującą na tym obszarze. Po zawarciu Unii lubelskiej, aktem Incorporationem Ducatus Curlandiae & Semigaliae cum Regno Poloniae z 3 sierpnia 1569 król Zygmunt August na nowo określił status lennej Kurlandii, inkorporując Księstwo Kurlandii do Korony Królestwa Polskiego. Odrębność Księstwa Kurlandzkiego podkreślały własne władze wykonawcze, ustawodawcze i sądownicze, odrębność ustroju i pieniądza. Wszystkie te zasady zostały ponownie potwierdzone po śmierci Gottarda Kettlera przez sejm Rzeczypospolitej w roku 1589.
Potomkowie Kettlera posiadali Kurlandię w dziedzicznym władaniu do 1711 roku, a władali nią jeszcze do początków 1737 roku. Główną siedzibą książęcą była Mitawa, w której w XVIII wieku zbudowano nowy pałac.
Zmiany dokonane 18 marca 1617 tak zwanymi Formula Regiminis oraz Statuta Curlandiae dookreślały na nowo ustrój wewnętrzny Księstwa Kurlandzkiego w duchu republiki szlacheckiej z panującym księciem na czele.

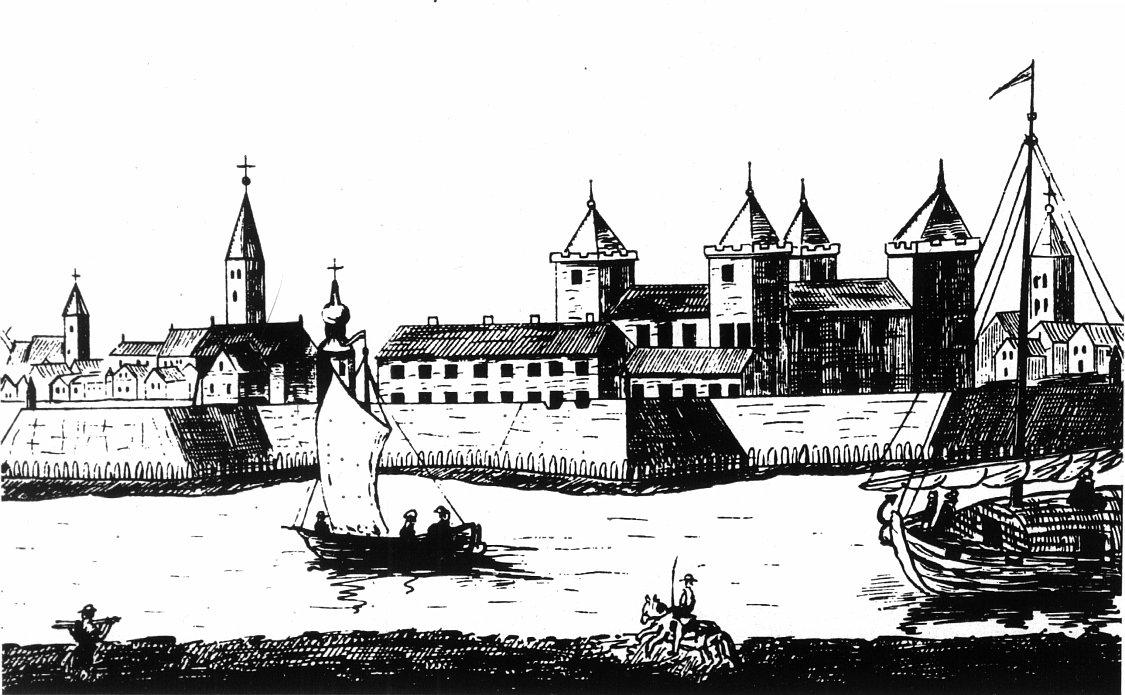
Zamek w Mitawie

W XVII wieku Kurlandia przeżyła okres świetności, będący wynikiem rozwoju przemysłu stoczniowego i handlu morskiego. Za czasów księcia Jakuba (1640-1682) Kurlandia podjęła nawet próby zakładania kolonii zamorskich (Tobago, Gambia). Rok 1658 roku jest rokiem końca pomyślności Kurlandii. Szwedzi pojmali Jakuba, zdobyli Mitawę oraz zniszczyli region. Ponownie opanowali go na początku XVIII w. Państwo to, rządzone w dobie rozbiorowej przez księcia kurlandzkiego Piotra Birona, niesuwerenne, będące formalnie lennem Korony, od 1711 roku zwiększało swoją zależność od Rosji.
Znajdujący się na Półwyspie Kurlandzkim Powiat piltyński ostatecznie znalazł się w składzie Rzeczypospolitej w 1717 roku.
Sejm Wielki uchwalił ustawę Księstwa Kurlandii i Semigalii oblatowaną 31 maja 1792 r.
U schyłku Rzeczypospolitej odrębny status Kurlandii został potwierdzony w art. 15 Praw Kardynalnych uchwalonych przez sejm w 1768 r. i art. 7 tych Praw z 1793 r.
Koniec odrębności Księstwa Kurlandzkiego nastąpił w 1795 roku, gdy stało się ono obiektem aneksji rosyjskiej.

### Pod wpływami Rosji
Od 1710 roku Kurlandia znalazła się nieoczekiwanie w strefie wpływów rosyjskich, do czego doprowadził ślub księżniczki Anny, córki cara Iwana V, z księciem Fryderykiem Wilhelmem Kettlerem, który zmarł kilka miesięcy po ślubie w 1711 r. Odtąd jedynym władcą księstwa była jego rosyjska żona, ponieważ Piotr I nie pozwalał na objęcie tronu przez Ferdynanda Kettlera. Stany kurlandzkie nie chciały zaakceptować tej sytuacji, dlatego wbrew woli Rzeczypospolitej w 1726 roku na krótko księciem został Maurycy Saski, ale władzy pozbawiła go zbrojna interwencja rosyjska. W 1730 roku Anna Iwanowna otrzymała szansę objęcia władzy w Rosji, w związku z czym opuściła księstwo i mógł je objąć Ferdynand Kettler, który w 1731 roku złożył hołd lenny królowi Polski.
W 1737 roku umarł Ferdynand, ostatni z rodu Kettlerów, dzięki czemu Annie Iwanownie udało się namówić Augusta III Sasa, by wyznaczyć na księcia Kurlandii swego faworyta Ernesta Jana Birona. Wkrótce po jej śmierci (1740) został on wygnany przez nowe rosyjskie stronnictwo na Sybir, a Kurlandia dostała się pod wpływy saskich Wettynów. Wprawdzie stany kurlandzkie powołały (1741) na tron Ludwika Ernesta Brunszwickiego, ale reakcja Polski na tę decyzję była negatywna. Po walkach doszło do wyboru (1758) księcia saskiego Karola Krystiana Wettyna, polskiego królewicza (syna Augusta III). Tymczasem Biron powrócił z wygnania, a gdy Katarzyna II Wielka zażądała zwrócenia mu wszystkich urzędów, Karol został zmuszony do ustąpienia (1763). Protestował wówczas poseł Jan Andrzej Borch. W 1764 roku Polska nadała tytuł księcia Kurlandii Bironowi, a ten złożył hołd lenny królowi Stanisławowi Augustowi Poniatowskiemu. W 1768 roku doszło do ogłoszenia nowej ustawy rozszerzającej uprawnienia księcia na niekorzyść stanów. Biron umarł w 1772 roku, oddawszy uprzednio (1769) władzę Piotrowi Bironowi. W 1775 roku w Mitawie powstała pierwsza szkoła wyższa na Łotwie Academia Petrina.

### Upadek księstwa
Po śmierci Birona pojawiły się niepokoje wewnętrzne w postaci sporów pomiędzy stanami i miastami; obie strony szukały poparcia bądź w Petersburgu, bądź w Warszawie. W 1794 roku w ramach insurekcji kościuszkowskiej wybuchło przeciwko Rosji powstanie kurlandzkie. W 1795 (w czasie III rozbioru Polski) sejm kurlandzki ogłosił przyłączenie księstwa do Rosji, zaś książę za roczną pensję zrzekł się dobrowolnie rządów na korzyść Rosji. Od tej chwili Kurlandia weszła, jako gubernia kurlandzka, w skład cesarstwa rosyjskiego, zachowując wszelako niektóre swe prawa.
W 1812 wojska napoleońskie, wycofując się z Rosji, utworzyły Księstwo Kurlandii, Semigalii i Piltynia, które zostało zlikwidowane przez Rosjan. W 1817 roku uwolniono chłopów łotewskich, jednakże bez prawa do ziemi. Do końca XIX wieku duże wpływy w Kurlandii zachowała szlachta niemiecka, która w czasie I wojny światowej utworzyła pod okupacją niemieckich wojsk Księstwo Kurlandii i Semigalii. Po kapitulacji Niemiec w 1918 roku Kurlandia stała się ostatecznie częścią nowo utworzonego państwa łotewskiego.

### Nowa Kurlandia
W XVII wieku Kurlandia przejściowo posiadała kolonię na wyspie Tobago w archipelagu Małych Antyli.

## Podział administracyjny
Siedzibą książąt kurlandzkich była Mitawa.
- Kurlandia
  - Goldynga (stolica)
  - Tukums
- Semigalia
  - Mitawa (stolica)
  - Seelburg
- powiat piltyński

Główne porty
- Windawa
- Lipawa

### Mapa
Granice Księstwa
- od północnego wschodu: Liwonia, tj. Inflanty szwedzkie
- od wschodu: Inflanty polskie
- od południa: litewska Żmudź
- od zachodu: Bałtyk